# Médaille de sauvetage prussienne sur ruban
La médaille de sauvetage sur ruban est créée le 16 août 1833 par le roi Frédéric-Guillaume III de Prusse. Elle peut être décernée aux personnes qui ont sauvé une autre personne au péril de leur vie. Dans l'État libre de Prusse, le ministère de l'Intérieur créé le 9 juin 1925 un modèle qui lui succède et qui est décerné jusqu'en 1936. Il se compose d'une médaille de sauvetage (portable) et d'une médaille commémorative pour sauvetage en cas de danger (non portable). La création d'une médaille de sauvetage de l'Empire allemand a échoué sous la République de Weimar. Sous le Troisième Reich, une médaille de sauvetage sur ruban (portable) et une médaille commémorative pour le sauvetage en cas de danger (non portable) sont créées le 22 juin 1933 par le président du Reich, sur le modèle prussien.

## Apparence
La distinction est une médaille ronde en argent et montre le portrait du donateur. L'inscription de quatre lignes FÜR RETTUNG AUS GEFAHR se lit au dos, entourée d'une couronne de feuilles de chêne. Le modèle de l'État libre de Prusse porte l'aigle national de la République de Prusse aux larges ailes sur l'avers et l'inscription REPUBLIK sur le bord supérieur et PREUSSEN sur le bord inférieur. Sous le Troisième Reich, l'avers de la médaille ne porte aucune écriture. On peut y voir l'aigle impérial avec la croix gammée sur sa poitrine. En République fédérale d'Allemagne, conformément à la loi sur les titres, ordres et décorations (de) du 26 juillet 1957, la médaille de sauvetage sur ruban du Troisième Reich peut être portée sans la croix gammée. Cette version est souvent interprétée à tort comme une médaille de sauvetage de la République de Weimar, qui n'a jamais existé.

## Port
La médaille est portée sur un ruban orange avec des bandes latérales blanches sur le côté gauche de la poitrine.

## Récipiendaires connus
L'un des premiers récipiendaires est le prince Frédéric-Charles de Prusse, qui reçoit la médaille en 1847 pour avoir sauvé un enfant du Rhin près de Bonn. Parmi les récipiendaires bien connus figurent Helmuth Karl Bernhard von Moltke, Siegfried Thomaschki, Ernst Zinna (de), Otto von Bismarck et le pilote de chasse Oswald Boelcke, qui a sauvé un garçon français d'un canal. Hans Pfundtner (de) le reçoit en 1899 en tant qu'étudiant de premier semestre à l'Université de Königsberg. Victor Caillé (de) le reçoit trois fois.